# Věcov
Věcov è un comune ceco situato nel distretto di Žďár nad Sázavou, nella regione di Vysočina.